# Jacques Majorelle

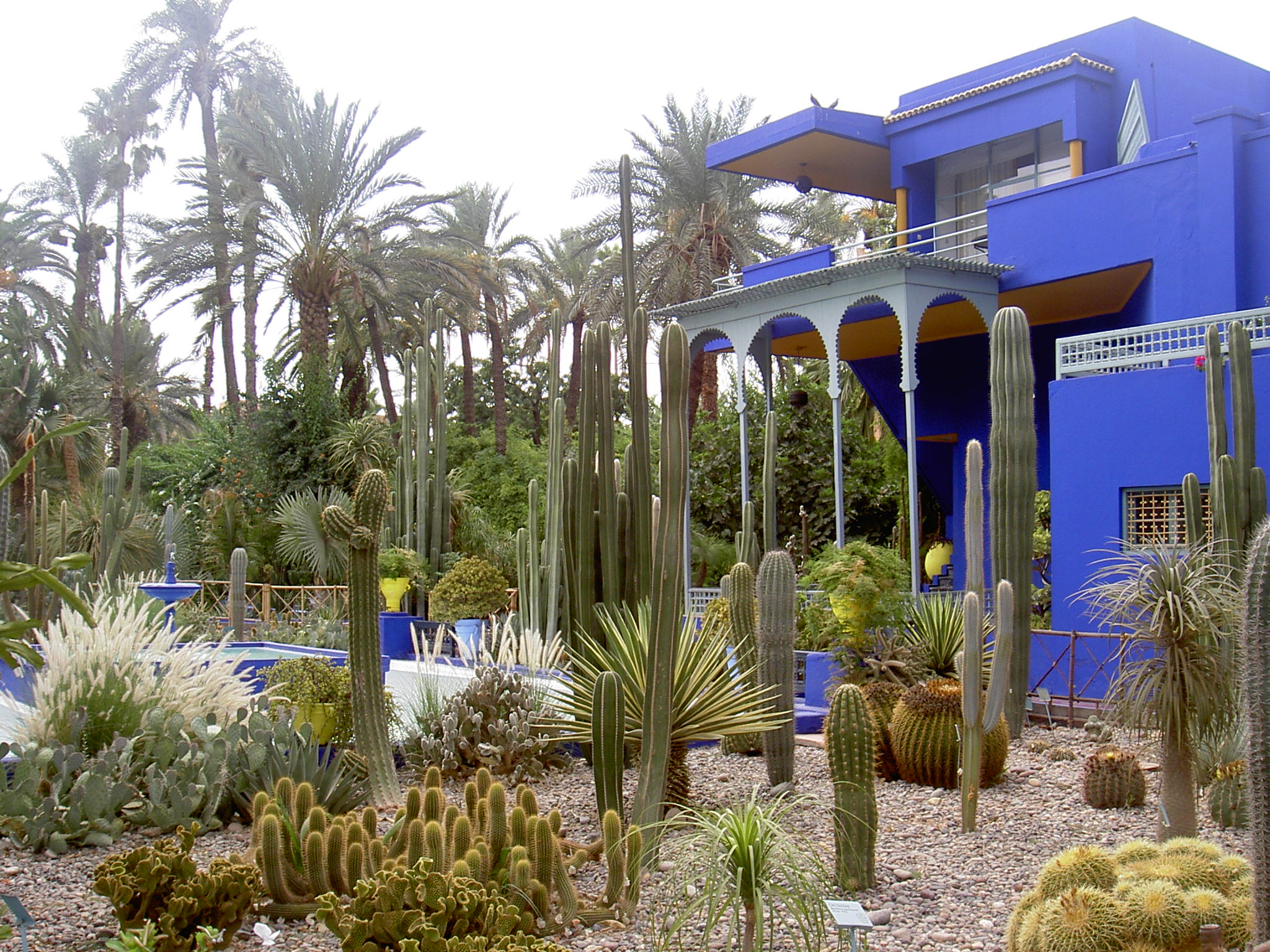
Het voormalig atelier van Jacques Majorelle in de Jardin Majorelle in Marrakesh

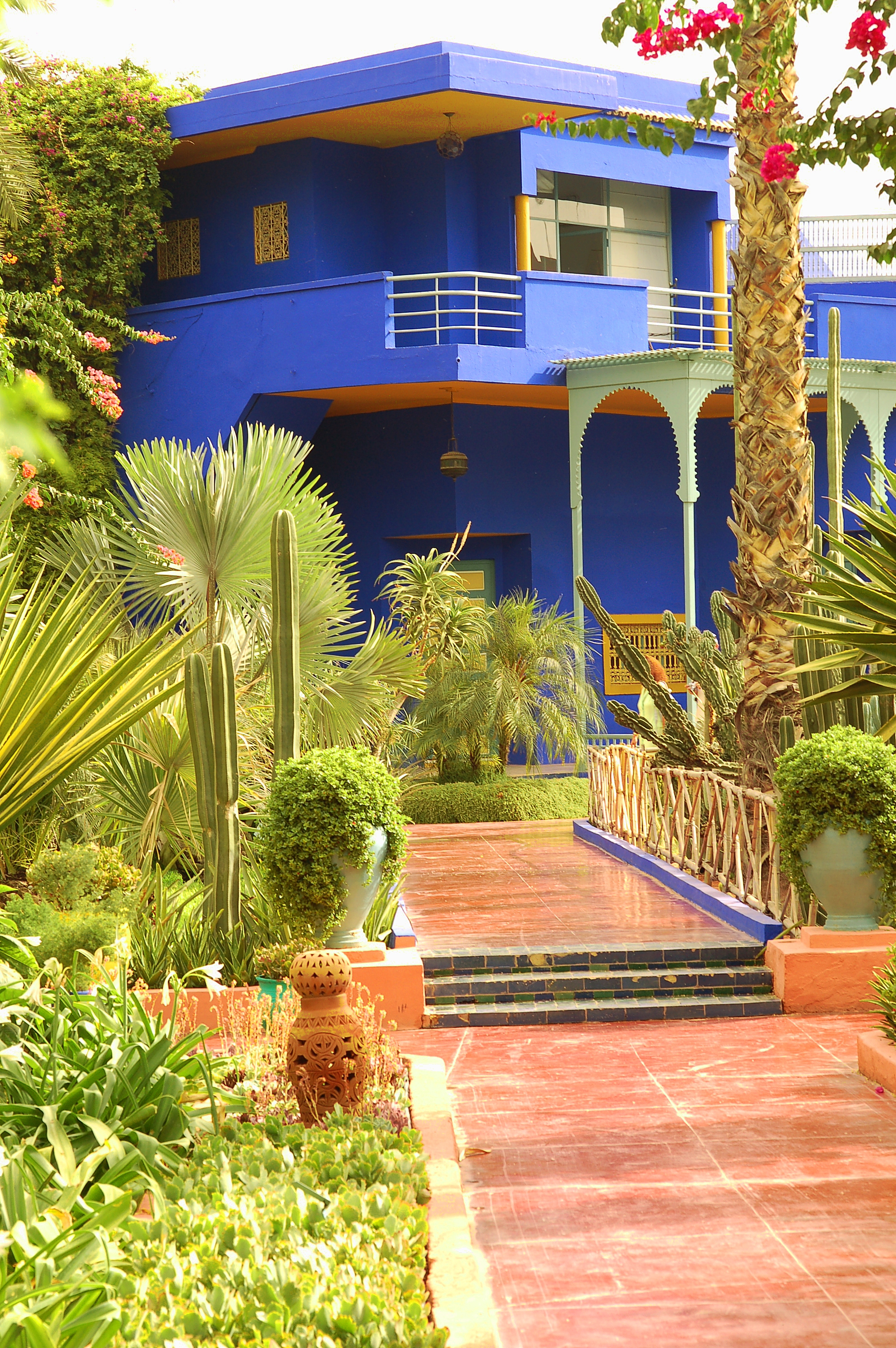
Het atelier van Majorelle in de Majorelletuin in Marrakesh

Jacques Majorelle (Nancy, 7 maart 1886 – Parijs, 14 oktober 1962), was een Frans kunstschilder. Hij was de zoon van de beroemde meubelontwerper Louis Majorelle.
Majorelle studeerde in 1901 aan de kunstacademie (École des Beaux-Arts) in Nancy en later aan de Académie Julian in Parijs. Na zijn studie maakte hij een reis door Italië, Spanje en in 1910 naar Egypte. Daar leefde hij als een Egyptenaar. De weergave van het leven van de fellahs (boeren, in tegenstelling tot nomaden) werd zijn hoofdthema.
Op uitnodiging van Hubert Lyautey vestigde hij zich in 1917 in Marrakesh in Marokko, onder andere om te herstellen van een hartkwaal. Majorelle woonde daar in eerste instantie in de medina en schilderde daar. Hij ging om met de Fransen die er woonden. Tijdens een tocht door de Atlas schilderde hij aldaar de lemen forten (kasba's). Later vestigde hij zich buiten de medina in zijn villa Bou-Saf-Saf.
In 1919 trouwde hij met Andrée Longueville, geboren in Lunéville en nam hij haar mee naar Marokko. In 1955 werd een voet van Majorelle geamputeerd als gevolg van een auto-ongeluk. Hij scheidde van zijn eerste vrouw in 1956 en hertrouwde in 1961. Marjorelle keerde in 1962 terug naar Frankrijk en overleed later dat jaar aan de complicaties van een dijbeenfractuur. Hij werd naast zijn vader begraven op de begraafplaats van Préville in Nancy.

## Werk
De schilderkunst van Majorelle is realistisch, waarbij hij vooral het leven in Marokko afbeeldde. Sommige schilderijen zijn hyperrealistisch, andere zijn meer in vlakken geschilderd. Zeer bekend is Marjorelle niet geworden met zijn schilderijen. Hij heeft daarmee de roem van zijn vader, wiens werk in vele musea te zien is, niet overtroffen.
Het bekendste werk van Majorelle is de Majorelletuin in Marrakech, die hij in 1924 ontwierp. De blauwe kleur die hij daarbij gebruikte is later naar hem genoemd; Majorelleblauw.
In 1908 vond de eerste expositie plaats in de Société des Artistes Français te Parijs.
Majorelle maakte in opdracht een aantal posters voor de promotie van het toerisme in Marokko en werkte ook aan de decoratie van het luxe Mamounia hotel in Marrakesh. Vanaf 1930 schilderde hij vooral exotische figuurstukken, waaronder negroïde naakten en scènes uit het Berberse ruiter- en buskruitspel Fantasia.
Marjorelle heeft ook een serie etsen gemaakt, die in 1930 in boekvorm verscheen onder de titel Les kasbah's de l'Atlas. In 2000 was een retrospectief van zijn werk te zien in het Institut du Monde Arabe in Parijs.